# WWE Cruiserweight Classic
O Cruiserweight Classic, (anteriormente referido como Global Cruiserweight Series), foi um torneio de luta livre profissional produzido pela WWE e transmitido pela WWE Network para lutadores com até 205 libras (93 quilos). As qualificatórias ocorreram em várias promoções independentes, incluindo Revolution Pro Wrestling, Progress Wrestling e Evolve. Ao todo, 32 lutadores se classificaram para competir no torneio, além de outros seis lutadores serem classificados como substitutos. As gravações ocorreram em quatro dadas diferentes: 23 de junho de 2016, 14 de julho de 2016, 27 de julho de 2016 e 3 de agosto de 2016. A competição foi exibida semanalmente entre 13 de julho e 14 de setembro, quando as semifinais e final foram transmitidas ao vivo. T.J. Perkins derrotou Gran Metalik na final e se sagrou vencedor, consequentemente ganhando também o reativado WWE Cruiserweight Championship.

## Competidores anunciados
Os lutadores do NXT Rich Swann, Tommaso Ciampa e Johnny Gargano, juntamente com os destaques internacionais Zack Sabre Jr., Noam Dar, Ho Ho Lun e Akira Tozawa  foram anunciados para o Cruiserweight Classic, que começou com lutas qualificatórias. Outros atletas indicaram sua participação em 2 de abril, quando Lince Dorado anunciou em um show independente em Orlando, Flórida, que iria competir da competição. Em 24 de abril, na Progress Wrestling, depois de Sabre Jr., Jack Gallagher também ganhou seu combate de qualificação, enquanto que em 7 de maio no Evolve 61, T.J. Perkins e Drew Gulak também se juntaram ao torneio. Em 11 de junho, no Evolve 63, Tony Nese derrotou Johnny Gargano, Drew Gulak, T.J. Perkins e Lince Dorado e se classificou para o torneio. Dois dias depois, a WWE anunciou oficialmente todos os 32 lutadores que participariam no torneio. Originalmente, o lutador brasileiro Zumbi estava programado para competir no Cruiserweight Classic. No entanto, ele teve problemas com seu visto e como a WWE não poderia resolver o problema a tempo, a empresa o substituiu por Mustafa Ali.

## Lutas qualificatórias
Progress Wrestling 29 - 24 de abril (Electric Ballroom - Camden Town, Londres)
| Nº | Resultados                                   | Estipulações                                               |
| -- | -------------------------------------------- | ---------------------------------------------------------- |
| 1  | Zack Sabre Jr. derrotou Flash Morgan Webster | Luta qualificatória britânica para o Cruiserweight Classic |
| 2  | Jack Gallagher derrotou Pete Dunne           | Luta qualificatória britânica para o Cruiserweight Classic |

Revolution Pro Wrestling Live at the Cockpit 8 - 1 de maio (Cockpit Theatre - Marylebone, Londres) 
| Nº | Resultados                   | Estipulações                                               |
| -- | ---------------------------- | ---------------------------------------------------------- |
| 1  | Noam Dar derrotou Josh Bodom | Luta qualificatória britânica para o Cruiserweight Classic |

Evolve 61 - 7 de maio (La Boom - Woodside, Queens, Nova Iorque)
| Nº | Resultados                                             | Estipulações                                               |
| -- | ------------------------------------------------------ | ---------------------------------------------------------- |
| 1  | T.J. Perkins (com Stokely Hathaway) derrotou Fred Yehi | Luta qualificatória americana para o Cruiserweight Classic |
| 2  | Drew Gulak derrotou Tracy Williams                     | Luta qualificatória americana para o Cruiserweight Classic |

American Combat Wrestling The Tradition Continues! - 28 de maio (All Sports Arena - New Port Richey, Flórida)
| Nº | Resultados                          | Estipulações                                               |
| -- | ----------------------------------- | ---------------------------------------------------------- |
| 1  | Lince Dorado derrotou Romeo Quevedo | Luta qualificatória americana para o Cruiserweight Classic |

Evolve 63 - 11 de junho (Downtown Recreation Complex - Orlando, Flórida)
| Nº | Resultados                                                                                        | Estipulações                                                             |
| -- | ------------------------------------------------------------------------------------------------- | ------------------------------------------------------------------------ |
| 1  | Tony Nese derrotou Johnny Gargano, Drew Gulak, T.J. Perkins (com Stokely Hathaway) e Lince Dorado | Luta qualificatória americana de eliminação para o Cruiserweight Classic |

## Participantes

### Oficiais
| Lutadores        | País que representou | Peso em libras (em quilos) |
| ---------------- | -------------------- | -------------------------- |
| Akira Tozawa     | Japão                | 156 lb (71 kg)             |
| Alejandro Saez   | Chile                | 205 lb (93 kg)             |
| Anthony Bennett  | Estados Unidos       | 147 lb (67 kg)             |
| Ariya Daivari    | Irão                 | 180 lb (82 kg)             |
| Brian Kendrick   | Estados Unidos       | 157 lb (71 kg)             |
| Cedric Alexander | Estados Unidos       | 200 lb (91 kg)             |
| Clement Petiot   | França               | 199 lb (90 kg)             |
| Da Mack          | Alemanha             | 160 lb (73 kg)             |
| Damian Slater    | Austrália            | 193 lb (88 kg)             |
| Drew Gulak       | Estados Unidos       | 193 lb (88 kg)             |
| Fabian Aichner   | Itália               | 203 lb (92 kg)             |
| Gran Metalik     | México               | 175 lb (79 kg)             |
| Gurv Sihra       | Índia                | 159 lb (72 kg)             |
| Harv Sihra       | Índia                | 144 lb (65 kg)             |
| Ho Ho Lun        | Hong Kong            | 155 lb (70 kg)             |
| Jack Gallagher   | Inglaterra           | 167 lb (76 kg)             |
| Jason Lee        | Hong Kong            | 154 lb (70 kg)             |
| Johnny Gargano   | Estados Unidos       | 170 lb (77 kg)             |
| Kenneth Johnson  | Estados Unidos       | 156 lb (71 kg)             |
| Kota Ibushi      | Japão                | 189 lb (86 kg)             |
| Lince Dorado     | Porto Rico           | 168 lb (76 kg)             |
| Mustafa Ali      | Paquistão            | 182 lb (83 kg)             |
| Noam Dar         | Escócia · Israel     | 178 lb (81 kg)             |
| Raul Mendoza     | México               | 178 lb (81 kg)             |
| Rich Swann       | Estados Unidos       | 165 lb (75 kg)             |
| Sean Maluta      | Samoa Americana      | 191 lb (87 kg)             |
| T.J. Perkins     | Filipinas            | 167 lb (76 kg)             |
| Tajiri           | Japão                | 189 lb (86 kg)             |
| Tommaso Ciampa   | Estados Unidos       | 195 lb (88 kg)             |
| Tony Nese        | Estados Unidos       | 196 lb (89 kg)             |
| Tyson Dux        | Canadá               | 193 lb (88 kg)             |
| Zack Sabre Jr.   | Inglaterra           | 181 lb (82 kg)             |

1. ↑  Este competidor é um substituto para um outro participante que não pôde competir no torneio.

### Substitutos
No caso de um participante oficial sofrer uma lesão ou não estar dentro do limite de peso de 205 libras, ele seria substituído por um dos seguintes participantes:
| Lutadores      | País que representou | Peso em libras (em quilos) |
| -------------- | -------------------- | -------------------------- |
| Aaron Solow    | Estados Unidos       | 182 lb (83 kg)             |
| Jessy Sorensen | Estados Unidos       | 184 lb (83 kg)             |
| Jesus Yurnet   | Porto Rico           | 182 lb (83 kg)             |
| Kai Katana     | Estados Unidos       | 197 lb (89 kg)             |
| Vandal Ortagun | Turquia              | 155 lb (70 kg)             |

### Substituídos
Estes participantes foram retirados do torneio por uma razão específica e, portanto, foram substituídos por outro concorrente.
| Lutadores | País que representou | Peso em libras (em quilos) | Progresso no torneio                           | Razão              | Lutador que o substituiu |
| --------- | -------------------- | -------------------------- | ---------------------------------------------- | ------------------ | ------------------------ |
| Zumbi     | Brasil               | 167 lb (76 kg)             | Substituído antes do início oficial do torneio | Problemas de visto | Paquistão Mustafa Ali    |

## Equipe de transmissão
| Nome de ringue | Nome real       | Notas                |
| Mike Rome      | Austin Romero   | Anunciador de ringue |
| Mauro Ranallo  | Mauro Ranallo   | Narrador             |
| Daniel Bryan   | Bryan Danielson | Comentarista         |
| -------------- | --------------- | -------------------- |

## Árbitros
| Nome de ringue   | Nome real        |
| Charles Robinson | Charles Robinson |
| Dan Engler       | Daniel Engler    |
| Danilo Anfibio   | Danilo Anfibio   |
| Shawn Bennett    | Shawn Bennett    |
| Chad Patton      | Chad Patton      |
| Drake Wuertz     | Drake Wuertz     |
| ---------------- | ---------------- |

## Resultados
|  | Primeira fase (Gravado em 23 de junho) | Primeira fase (Gravado em 23 de junho) | Primeira fase (Gravado em 23 de junho) |       |      | Oitavas de final (Gravado em 14 de julho) | Oitavas de final (Gravado em 14 de julho) | Oitavas de final (Gravado em 14 de julho) |  |  | Quartas de final (Gravado em 26 de agosto) | Quartas de final (Gravado em 26 de agosto) | Quartas de final (Gravado em 26 de agosto) |  |  | Semifinais (14 de setembro) | Semifinais (14 de setembro) | Semifinais (14 de setembro) |  |  | Final (14 de setembro) | Final (14 de setembro) | Final (14 de setembro) |
|  |                                        |                                        |                                        |       |      |                                           |                                           |                                           |  |  |                                            |                                            |                                            |  |  |                             |                             |                             |  |  |                        |                        |                        |
|  | 1                                      | Kenneth Johnson                        | 9:46                                   |       |      |                                           |                                           |                                           |  |  |                                            |                                            |                                            |  |  |                             |                             |                             |  |  |                        |                        |                        |
|  | 32                                     | Akira Tozawa                           | Pin                                    |       |      |                                           |                                           |                                           |  |  |                                            |                                            |                                            |  |  |                             |                             |                             |  |  |                        |                        |                        |
|  | 32                                     | Akira Tozawa                           | Pin                                    |       |      | Akira Tozawa                              | Pin                                       |                                           |  |  |                                            |                                            |                                            |  |  |                             |                             |                             |  |  |                        |                        |                        |
|  |                                        |                                        |                                        |       |      | Akira Tozawa                              | Pin                                       |                                           |  |  |                                            |                                            |                                            |  |  |                             |                             |                             |  |  |                        |                        |                        |
|  |                                        |                                        | Jack Gallagher                         | 11:38 |      |                                           |                                           |                                           |  |  |                                            |                                            |                                            |  |  |                             |                             |                             |  |  |                        |                        |                        |
|  | 17                                     | Jack Gallagher                         | Jack Gallagher                         | 11:38 | Pin  |                                           |                                           |                                           |  |  |                                            |                                            |                                            |  |  |                             |                             |                             |  |  |                        |                        |                        |
|  | 17                                     | Jack Gallagher                         |                                        |       | Pin  |                                           |                                           |                                           |  |  |                                            |                                            |                                            |  |  |                             |                             |                             |  |  |                        |                        |                        |
|  | 16                                     | Fabian Aichner                         | 6:45                                   |       |      |                                           |                                           |                                           |  |  |                                            |                                            |                                            |  |  |                             |                             |                             |  |  |                        |                        |                        |
|  | 16                                     | Fabian Aichner                         | 6:45                                   |       |      |                                           |                                           |                                           |  |  | Akira Tozawa                               | Pin                                        |                                            |  |  |                             |                             |                             |  |  |                        |                        |                        |
|  |                                        |                                        |                                        |       |      |                                           |                                           |                                           |  |  | Akira Tozawa                               | Pin                                        |                                            |  |  |                             |                             |                             |  |  |                        |                        |                        |
|  |                                        |                                        | Gran Metalik                           | 15:49 |      |                                           |                                           |                                           |  |  |                                            |                                            |                                            |  |  |                             |                             |                             |  |  |                        |                        |                        |
|  | 9                                      | Yoshihiro Tajiri                       | Gran Metalik                           | 15:49 | Pin  |                                           |                                           |                                           |  |  |                                            |                                            |                                            |  |  |                             |                             |                             |  |  |                        |                        |                        |
|  | 9                                      | Yoshihiro Tajiri                       |                                        |       | Pin  |                                           |                                           |                                           |  |  |                                            |                                            |                                            |  |  |                             |                             |                             |  |  |                        |                        |                        |
|  | 24                                     | Damien Slater                          | 5:28                                   |       |      |                                           |                                           |                                           |  |  |                                            |                                            |                                            |  |  |                             |                             |                             |  |  |                        |                        |                        |
|  | 24                                     | Damien Slater                          | 5:28                                   |       |      | Yoshihiro Tajiri                          | 10:53                                     |                                           |  |  |                                            |                                            |                                            |  |  |                             |                             |                             |  |  |                        |                        |                        |
|  |                                        |                                        |                                        |       |      | Yoshihiro Tajiri                          | 10:53                                     |                                           |  |  |                                            |                                            |                                            |  |  |                             |                             |                             |  |  |                        |                        |                        |
|  |                                        |                                        | Gran Metalik                           | Pin   |      |                                           |                                           |                                           |  |  |                                            |                                            |                                            |  |  |                             |                             |                             |  |  |                        |                        |                        |
|  | 25                                     | Alejandro Saez                         | Gran Metalik                           | Pin   | 4:04 |                                           |                                           |                                           |  |  |                                            |                                            |                                            |  |  |                             |                             |                             |  |  |                        |                        |                        |
|  | 25                                     | Alejandro Saez                         |                                        |       | 4:04 |                                           |                                           |                                           |  |  |                                            |                                            |                                            |  |  |                             |                             |                             |  |  |                        |                        |                        |
|  | 8                                      | Gran Metalik                           | Pin                                    |       |      |                                           |                                           |                                           |  |  |                                            |                                            |                                            |  |  |                             |                             |                             |  |  |                        |                        |                        |
|  | 8                                      | Gran Metalik                           | Pin                                    |       |      |                                           |                                           |                                           |  |  |                                            |                                            |                                            |  |  | Gran Metalik                | Pin                         |                             |  |  |                        |                        |                        |
|  |                                        |                                        |                                        |       |      |                                           |                                           |                                           |  |  |                                            |                                            |                                            |  |  | Gran Metalik                | Pin                         |                             |  |  |                        |                        |                        |
|  |                                        |                                        | Zack Sabre, Jr.                        | 13:13 |      |                                           |                                           |                                           |  |  |                                            |                                            |                                            |  |  |                             |                             |                             |  |  |                        |                        |                        |
|  | 5                                      | Harv Sihra                             | Zack Sabre, Jr.                        | 13:13 | 5:18 |                                           |                                           |                                           |  |  |                                            |                                            |                                            |  |  |                             |                             |                             |  |  |                        |                        |                        |
|  | 5                                      | Harv Sihra                             |                                        |       | 5:18 |                                           |                                           |                                           |  |  |                                            |                                            |                                            |  |  |                             |                             |                             |  |  |                        |                        |                        |
|  | 28                                     | Drew Gulak                             | Pin                                    |       |      |                                           |                                           |                                           |  |  |                                            |                                            |                                            |  |  |                             |                             |                             |  |  |                        |                        |                        |
|  | 28                                     | Drew Gulak                             | Pin                                    |       |      | Drew Gulak                                | 8:27                                      |                                           |  |  |                                            |                                            |                                            |  |  |                             |                             |                             |  |  |                        |                        |                        |
|  |                                        |                                        |                                        |       |      | Drew Gulak                                | 8:27                                      |                                           |  |  |                                            |                                            |                                            |  |  |                             |                             |                             |  |  |                        |                        |                        |
|  |                                        |                                        | Zack Sabre, Jr.                        | Pin   |      |                                           |                                           |                                           |  |  |                                            |                                            |                                            |  |  |                             |                             |                             |  |  |                        |                        |                        |
|  | 21                                     | Zack Sabre, Jr.                        | Zack Sabre, Jr.                        | Pin   | Sub  |                                           |                                           |                                           |  |  |                                            |                                            |                                            |  |  |                             |                             |                             |  |  |                        |                        |                        |
|  | 21                                     | Zack Sabre, Jr.                        |                                        |       | Sub  |                                           |                                           |                                           |  |  |                                            |                                            |                                            |  |  |                             |                             |                             |  |  |                        |                        |                        |
|  | 12                                     | Tyson Dux                              | 8:28                                   |       |      |                                           |                                           |                                           |  |  |                                            |                                            |                                            |  |  |                             |                             |                             |  |  |                        |                        |                        |
|  | 12                                     | Tyson Dux                              | 8:28                                   |       |      |                                           |                                           |                                           |  |  | Zack Sabre, Jr.                            | Sub                                        |                                            |  |  |                             |                             |                             |  |  |                        |                        |                        |
|  |                                        |                                        |                                        |       |      |                                           |                                           |                                           |  |  | Zack Sabre, Jr.                            | Sub                                        |                                            |  |  |                             |                             |                             |  |  |                        |                        |                        |
|  |                                        |                                        | / Noam Dar                             | 15:46 |      |                                           |                                           |                                           |  |  |                                            |                                            |                                            |  |  |                             |                             |                             |  |  |                        |                        |                        |
|  | 13                                     | / Noam Dar                             | / Noam Dar                             | 15:46 | Sub  |                                           |                                           |                                           |  |  |                                            |                                            |                                            |  |  |                             |                             |                             |  |  |                        |                        |                        |
|  | 13                                     | / Noam Dar                             |                                        |       | Sub  |                                           |                                           |                                           |  |  |                                            |                                            |                                            |  |  |                             |                             |                             |  |  |                        |                        |                        |
|  | 20                                     | Gurv Sihra                             | 5:26                                   |       |      |                                           |                                           |                                           |  |  |                                            |                                            |                                            |  |  |                             |                             |                             |  |  |                        |                        |                        |
|  | 20                                     | Gurv Sihra                             | 5:26                                   |       |      | / Noam Dar                                | Sub                                       |                                           |  |  |                                            |                                            |                                            |  |  |                             |                             |                             |  |  |                        |                        |                        |
|  |                                        |                                        |                                        |       |      | / Noam Dar                                | Sub                                       |                                           |  |  |                                            |                                            |                                            |  |  |                             |                             |                             |  |  |                        |                        |                        |
|  |                                        |                                        | Ho Ho Lun                              | 7:02  |      |                                           |                                           |                                           |  |  |                                            |                                            |                                            |  |  |                             |                             |                             |  |  |                        |                        |                        |
|  | 29                                     | Ariya Daivari                          | Ho Ho Lun                              | 7:02  | 5:03 |                                           |                                           |                                           |  |  |                                            |                                            |                                            |  |  |                             |                             |                             |  |  |                        |                        |                        |
|  | 29                                     | Ariya Daivari                          |                                        |       | 5:03 |                                           |                                           |                                           |  |  |                                            |                                            |                                            |  |  |                             |                             |                             |  |  |                        |                        |                        |
|  | 4                                      | Ho Ho Lun                              | Pin                                    |       |      |                                           |                                           |                                           |  |  |                                            |                                            |                                            |  |  |                             |                             |                             |  |  |                        |                        |                        |
|  | 4                                      | Ho Ho Lun                              | Pin                                    |       |      |                                           |                                           |                                           |  |  |                                            |                                            |                                            |  |  |                             |                             |                             |  |  | Gran Metalik           | 17:47                  |                        |
|  |                                        |                                        |                                        |       |      |                                           |                                           |                                           |  |  |                                            |                                            |                                            |  |  |                             |                             |                             |  |  | Gran Metalik           | 17:47                  |                        |
|  |                                        |                                        |                                        |       |      |                                           |                                           |                                           |  |  |                                            |                                            |                                            |  |  |                             |                             |                             |  |  |                        | T.J. Perkins           | Sub                    |
|  | 3                                      | Raul Mendoza                           | Sub                                    |       |      |                                           |                                           |                                           |  |  |                                            |                                            |                                            |  |  |                             |                             |                             |  |  |                        | T.J. Perkins           | Sub                    |
|  | 3                                      | Raul Mendoza                           | Sub                                    |       |      |                                           |                                           |                                           |  |  |                                            |                                            |                                            |  |  |                             |                             |                             |  |  |                        |                        |                        |
|  | 30                                     | Brian Kendrick                         | 7:35                                   |       |      |                                           |                                           |                                           |  |  |                                            |                                            |                                            |  |  |                             |                             |                             |  |  |                        |                        |                        |
|  | 30                                     | Brian Kendrick                         | 7:35                                   |       |      | Brian Kendrick                            | Sub                                       |                                           |  |  |                                            |                                            |                                            |  |  |                             |                             |                             |  |  |                        |                        |                        |
|  |                                        |                                        |                                        |       |      | Brian Kendrick                            | Sub                                       |                                           |  |  |                                            |                                            |                                            |  |  |                             |                             |                             |  |  |                        |                        |                        |
|  |                                        |                                        | Tony Nese                              | 13:42 |      |                                           |                                           |                                           |  |  |                                            |                                            |                                            |  |  |                             |                             |                             |  |  |                        |                        |                        |
|  | 19                                     | Anthony Bennett                        | Tony Nese                              | 13:42 | 6:34 |                                           |                                           |                                           |  |  |                                            |                                            |                                            |  |  |                             |                             |                             |  |  |                        |                        |                        |
|  | 19                                     | Anthony Bennett                        |                                        |       | 6:34 |                                           |                                           |                                           |  |  |                                            |                                            |                                            |  |  |                             |                             |                             |  |  |                        |                        |                        |
|  | 14                                     | Tony Nese                              | Pin                                    |       |      |                                           |                                           |                                           |  |  |                                            |                                            |                                            |  |  |                             |                             |                             |  |  |                        |                        |                        |
|  | 14                                     | Tony Nese                              | Pin                                    |       |      |                                           |                                           |                                           |  |  | Brian Kendrick                             | 13:58                                      |                                            |  |  |                             |                             |                             |  |  |                        |                        |                        |
|  |                                        |                                        |                                        |       |      |                                           |                                           |                                           |  |  | Brian Kendrick                             | 13:58                                      |                                            |  |  |                             |                             |                             |  |  |                        |                        |                        |
|  |                                        |                                        | Kota Ibushi                            | Pin   |      |                                           |                                           |                                           |  |  |                                            |                                            |                                            |  |  |                             |                             |                             |  |  |                        |                        |                        |
|  | 11                                     | Kota Ibushi                            | Kota Ibushi                            | Pin   | Pin  |                                           |                                           |                                           |  |  |                                            |                                            |                                            |  |  |                             |                             |                             |  |  |                        |                        |                        |
|  | 11                                     | Kota Ibushi                            |                                        |       | Pin  |                                           |                                           |                                           |  |  |                                            |                                            |                                            |  |  |                             |                             |                             |  |  |                        |                        |                        |
|  | 22                                     | Sean Maluta                            | 9:40                                   |       |      |                                           |                                           |                                           |  |  |                                            |                                            |                                            |  |  |                             |                             |                             |  |  |                        |                        |                        |
|  | 22                                     | Sean Maluta                            | 9:40                                   |       |      | Kota Ibushi                               | Pin                                       |                                           |  |  |                                            |                                            |                                            |  |  |                             |                             |                             |  |  |                        |                        |                        |
|  |                                        |                                        |                                        |       |      | Kota Ibushi                               | Pin                                       |                                           |  |  |                                            |                                            |                                            |  |  |                             |                             |                             |  |  |                        |                        |                        |
|  |                                        |                                        | Cedric Alexander                       | 15:00 |      |                                           |                                           |                                           |  |  |                                            |                                            |                                            |  |  |                             |                             |                             |  |  |                        |                        |                        |
|  | 27                                     | Cedric Alexander                       | Cedric Alexander                       | 15:00 | Pin  |                                           |                                           |                                           |  |  |                                            |                                            |                                            |  |  |                             |                             |                             |  |  |                        |                        |                        |
|  | 27                                     | Cedric Alexander                       |                                        |       | Pin  |                                           |                                           |                                           |  |  |                                            |                                            |                                            |  |  |                             |                             |                             |  |  |                        |                        |                        |
|  | 6                                      | Clement Petiot                         | 5:58                                   |       |      |                                           |                                           |                                           |  |  |                                            |                                            |                                            |  |  |                             |                             |                             |  |  |                        |                        |                        |
|  | 6                                      | Clement Petiot                         | 5:58                                   |       |      |                                           |                                           |                                           |  |  |                                            |                                            |                                            |  |  | Kota Ibushi                 | 14:52                       |                             |  |  |                        |                        |                        |
|  |                                        |                                        |                                        |       |      |                                           |                                           |                                           |  |  |                                            |                                            |                                            |  |  | Kota Ibushi                 | 14:52                       |                             |  |  |                        |                        |                        |
|  |                                        |                                        | T.J. Perkins                           | Sub   |      |                                           |                                           |                                           |  |  |                                            |                                            |                                            |  |  |                             |                             |                             |  |  |                        |                        |                        |
|  | 7                                      | T.J. Perkins                           | T.J. Perkins                           | Sub   | Sub  |                                           |                                           |                                           |  |  |                                            |                                            |                                            |  |  |                             |                             |                             |  |  |                        |                        |                        |
|  | 7                                      | T.J. Perkins                           |                                        |       | Sub  |                                           |                                           |                                           |  |  |                                            |                                            |                                            |  |  |                             |                             |                             |  |  |                        |                        |                        |
|  | 26                                     | Da Mack                                | 6:32                                   |       |      |                                           |                                           |                                           |  |  |                                            |                                            |                                            |  |  |                             |                             |                             |  |  |                        |                        |                        |
|  | 26                                     | Da Mack                                | 6:32                                   |       |      | T.J. Perkins                              | Sub                                       |                                           |  |  |                                            |                                            |                                            |  |  |                             |                             |                             |  |  |                        |                        |                        |
|  |                                        |                                        |                                        |       |      | T.J. Perkins                              | Sub                                       |                                           |  |  |                                            |                                            |                                            |  |  |                             |                             |                             |  |  |                        |                        |                        |
|  |                                        |                                        | Johnny Gargano                         | 12:18 |      |                                           |                                           |                                           |  |  |                                            |                                            |                                            |  |  |                             |                             |                             |  |  |                        |                        |                        |
|  | 23                                     | Johnny Gargano                         | Johnny Gargano                         | 12:18 | Pin  |                                           |                                           |                                           |  |  |                                            |                                            |                                            |  |  |                             |                             |                             |  |  |                        |                        |                        |
|  | 23                                     | Johnny Gargano                         |                                        |       | Pin  |                                           |                                           |                                           |  |  |                                            |                                            |                                            |  |  |                             |                             |                             |  |  |                        |                        |                        |
|  | 10                                     | Tommaso Ciampa                         | 10:47                                  |       |      |                                           |                                           |                                           |  |  |                                            |                                            |                                            |  |  |                             |                             |                             |  |  |                        |                        |                        |
|  | 10                                     | Tommaso Ciampa                         | 10:47                                  |       |      |                                           |                                           |                                           |  |  | T.J. Perkins                               | Sub                                        |                                            |  |  |                             |                             |                             |  |  |                        |                        |                        |
|  |                                        |                                        |                                        |       |      |                                           |                                           |                                           |  |  | T.J. Perkins                               | Sub                                        |                                            |  |  |                             |                             |                             |  |  |                        |                        |                        |
|  |                                        |                                        | Rich Swann                             | 17:03 |      |                                           |                                           |                                           |  |  |                                            |                                            |                                            |  |  |                             |                             |                             |  |  |                        |                        |                        |
|  | 15                                     | Mustafa Ali                            | Rich Swann                             | 17:03 | 5:55 |                                           |                                           |                                           |  |  |                                            |                                            |                                            |  |  |                             |                             |                             |  |  |                        |                        |                        |
|  | 15                                     | Mustafa Ali                            |                                        |       | 5:55 |                                           |                                           |                                           |  |  |                                            |                                            |                                            |  |  |                             |                             |                             |  |  |                        |                        |                        |
|  | 18                                     | Lince Dorado                           | Pin                                    |       |      |                                           |                                           |                                           |  |  |                                            |                                            |                                            |  |  |                             |                             |                             |  |  |                        |                        |                        |
|  | 18                                     | Lince Dorado                           | Pin                                    |       |      | Lince Dorado                              | 8:14                                      |                                           |  |  |                                            |                                            |                                            |  |  |                             |                             |                             |  |  |                        |                        |                        |
|  |                                        |                                        |                                        |       |      | Lince Dorado                              | 8:14                                      |                                           |  |  |                                            |                                            |                                            |  |  |                             |                             |                             |  |  |                        |                        |                        |
|  |                                        |                                        | Rich Swann                             | Pin   |      |                                           |                                           |                                           |  |  |                                            |                                            |                                            |  |  |                             |                             |                             |  |  |                        |                        |                        |
|  | 31                                     | Rich Swann                             | Rich Swann                             | Pin   | Pin  |                                           |                                           |                                           |  |  |                                            |                                            |                                            |  |  |                             |                             |                             |  |  |                        |                        |                        |
|  | 31                                     | Rich Swann                             |                                        |       | Pin  |                                           |                                           |                                           |  |  |                                            |                                            |                                            |  |  |                             |                             |                             |  |  |                        |                        |                        |
|  | 2                                      | Jason Lee                              | 3:47                                   |       |      |                                           |                                           |                                           |  |  |                                            |                                            |                                            |  |  |                             |                             |                             |  |  |                        |                        |                        |